# معماری در پاکستان
معماری پاکستان با معماری شبه قاره هند گسترده‌تر آمیخته‌است. با آغاز تمدن دره سند در حدود اواسط هزاره ۳ قبل از میلاد، برای اولین بار در منطقه ای که پاکستان امروز را در بر می‌گیرد، یک فرهنگ پیشرفته شهری با امکانات ساختاری بزرگ توسعه یافته‌است که برخی از آنها تا امروز پابرجا مانده‌اند. به دنبال آن سبک معماری بودایی منطقه گنداره که عناصری را از معماری یونان باستان وام گرفت به وجود آمد که بقایای موجود آن در پایتخت گاندارا، تاکسیلا قابل مشاهده است.
معماری هند و اسلامی در دوره قرون وسطایی ظهور کرد که عناصر هندی و اسلامی را با هم ترکیب می‌کرد. امپراتوری مغول بین قرن ۱۶ و ۱۸ حکومت می‌کرد و این کشور شاهد ظهور معماری گورکانی بود که بیشترین رواج را در لاهور داشت.
در دوره استعمار انگلیس، سبک‌های اروپایی مانند باروک، گوتیک و نئوکلاسیک رایج شد. انگلیسی‌ها مانند مغول‌ها برای نشان دادن قدرت خود ساختمان‌های بسیاری ساختند. سبک هند و ساراسنی، تلفیقی از عناصر انگلیسی و هندو اسلامی نیز توسعه یافت. پس از استقلال، سبک‌های معماری مدرن مانند سبک بین‌المللی رایج شد.

## تمدن دره سند

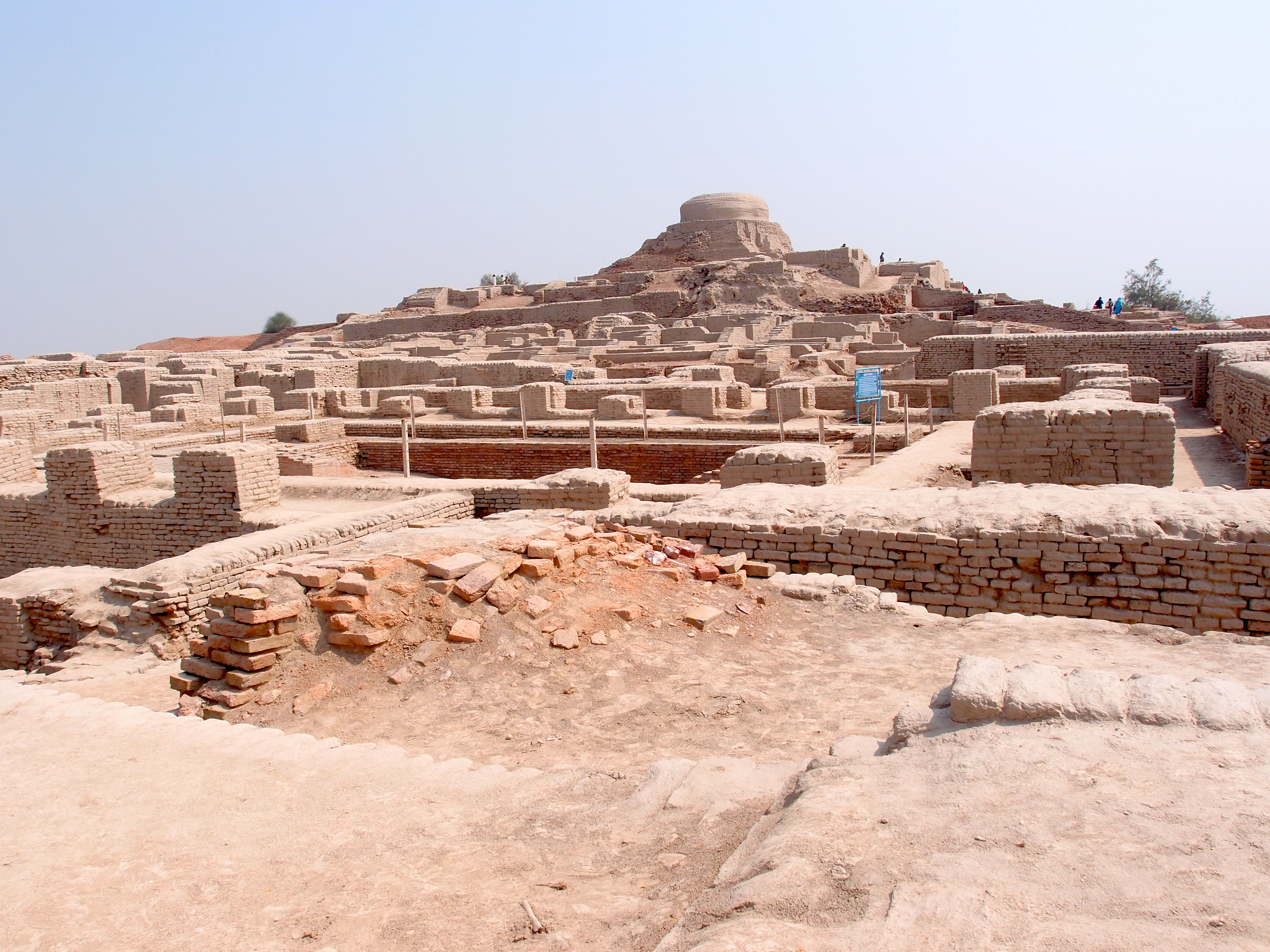
موهنجو-دارو، یکی از اولین شهرهای بزرگ جهان.

باستان شناسان شهرهای باستانی متعددی را کشف کردند، از جمله آنها موهن‌جو دارو، هاراپا و کوت دیجی، که دارای ساختاری یکنواخت و مناسب با جاده‌های گسترده و همچنین امکانات پساب‌زدایی و زهکشی است. اکثر ساخت و سازهای آجری کشف شده ساختمان‌های عمومی مانند حمام خانه‌ها و کارگاه‌ها هستند. چوب و لوم به عنوان مصالح ساختمانی عمل می‌کردند. معابد در مقیاس بزرگ، مانند معابد دیگری که در سایر شهرهای باستانی یافت شده‌اند، گم شده‌اند. با فروپاشی تمدن دره سند، معماری آن نیز آسیب قابل توجهی دید.

## معماری هندو، بودایی و جین

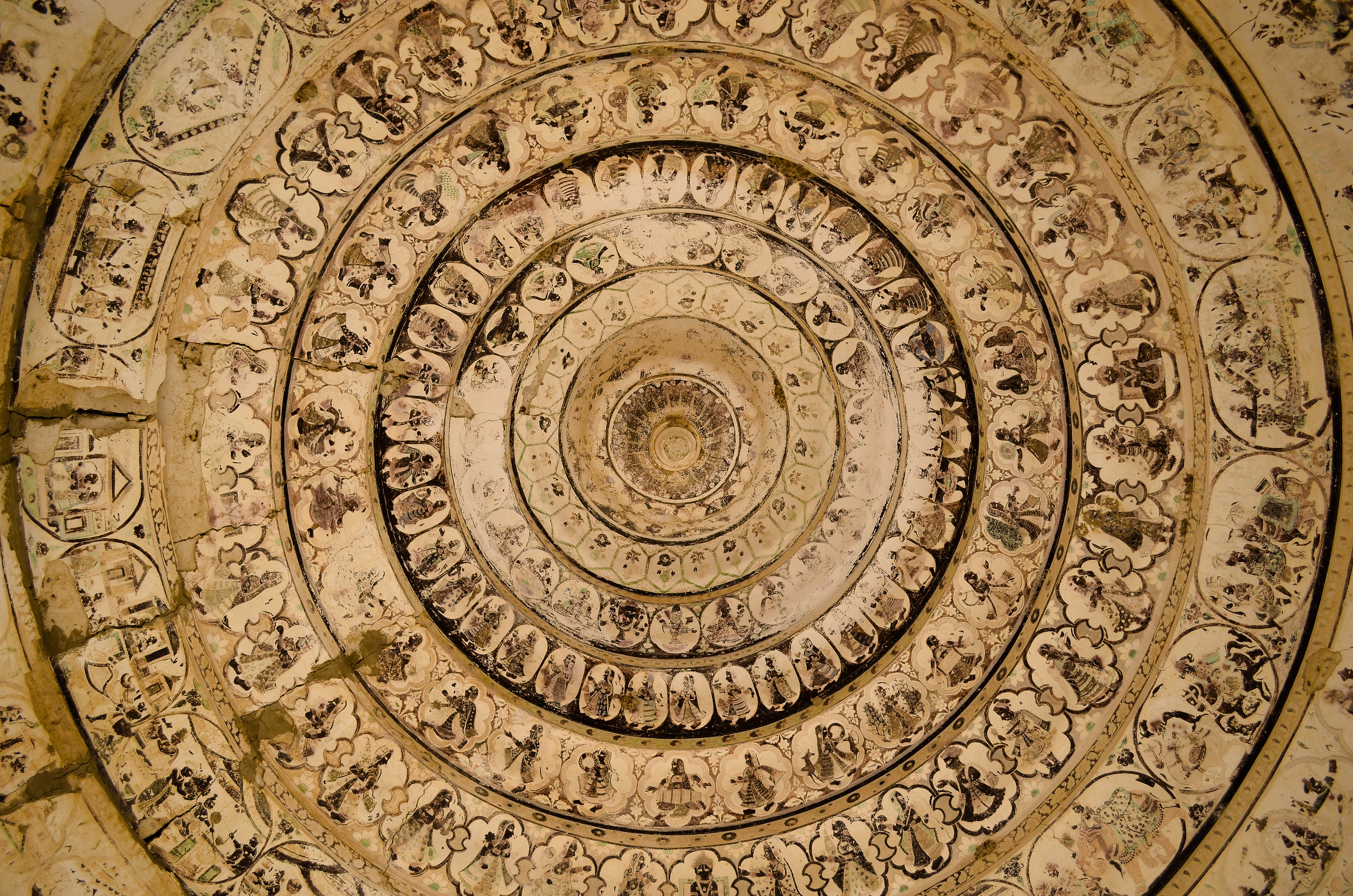
نقاشی‌های دیواری در یکی از معبد نگرپارکر جین

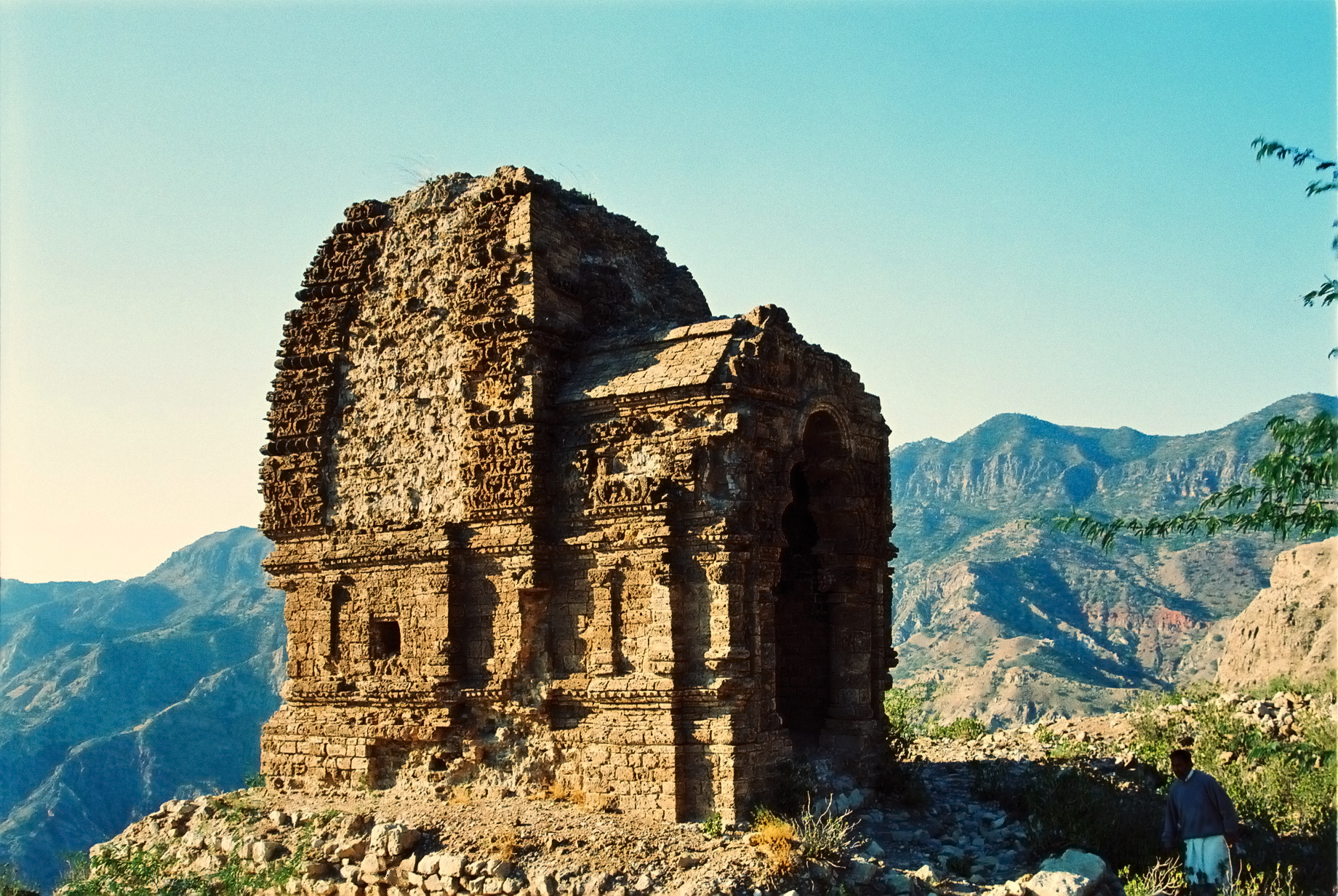
یکی از معابد ویران شده Amb بین قرن‌های ۷ و ۹ ساخته شده‌است

### دوره باستان و کلاسیک
با ظهور آیین بودا ، بناهای برجسته معماری دوباره توسعه یافتند که تا به امروز ادامه داشته‌اند. علاوه بر این، نفوذ پارسیان و یونانی‌ها منجر به توسعه سبک یونانی - بودایی شد که از قرن ۱ میلادی شروع شد. اوج این دوران با اوج گرفتن سبک گاندارا حاصل شد. بقایای مهم ساخت و سازهای بودایی، استوپاها و بناهای دیگر با مجسمه‌های یونانی و عناصر سبک به وضوح در ستون‌های پشتیبانی قابل تشخیص است که علاوه بر ویرانه‌های دوره‌های دیگر، در پایتخت گاندارا تاکسیلا در انتهای شمال پنجاب یافت می‌شود. یک نمونه به خصوص زیبا از معماری بودایی ویرانه‌های صومعه بودایی تخت بهی در استان شمال غربی است.

### پادشاهی میانه
معابد Amb و معابد Sharada Peeth و معبد نگرپارکر جین نمونه‌های دیگری هستند.

#### راجپوت
قلعه‌های دراور و عمرکوت توسط قبایل راجپوت در دوران قرون وسطی ساخته شده نمونه‌هایی از معماری راجپوت اولیه است.

## معماری هند و اسلامی

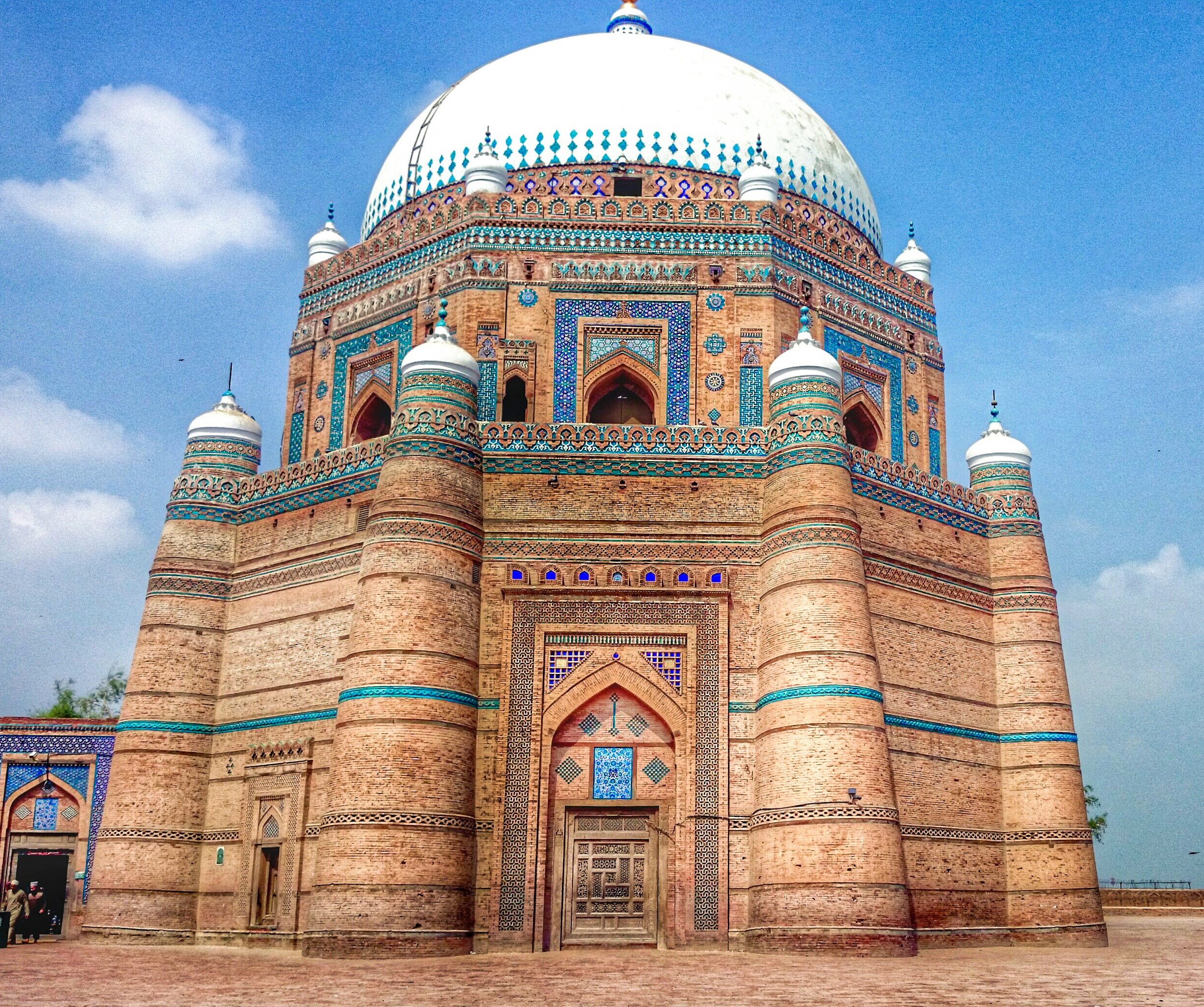
Tomb of Shah Rukn-e-Alam, مولتان

ورود اسلام به پاکستان امروز - ابتدا در سند - در طول قرن ۸ م به معنای پایان ناگهانی معماری بودایی بود. با این حال، یک انتقال آرام به معماری اسلامی که عمدتاً بدون تصویر است، رخ داد.

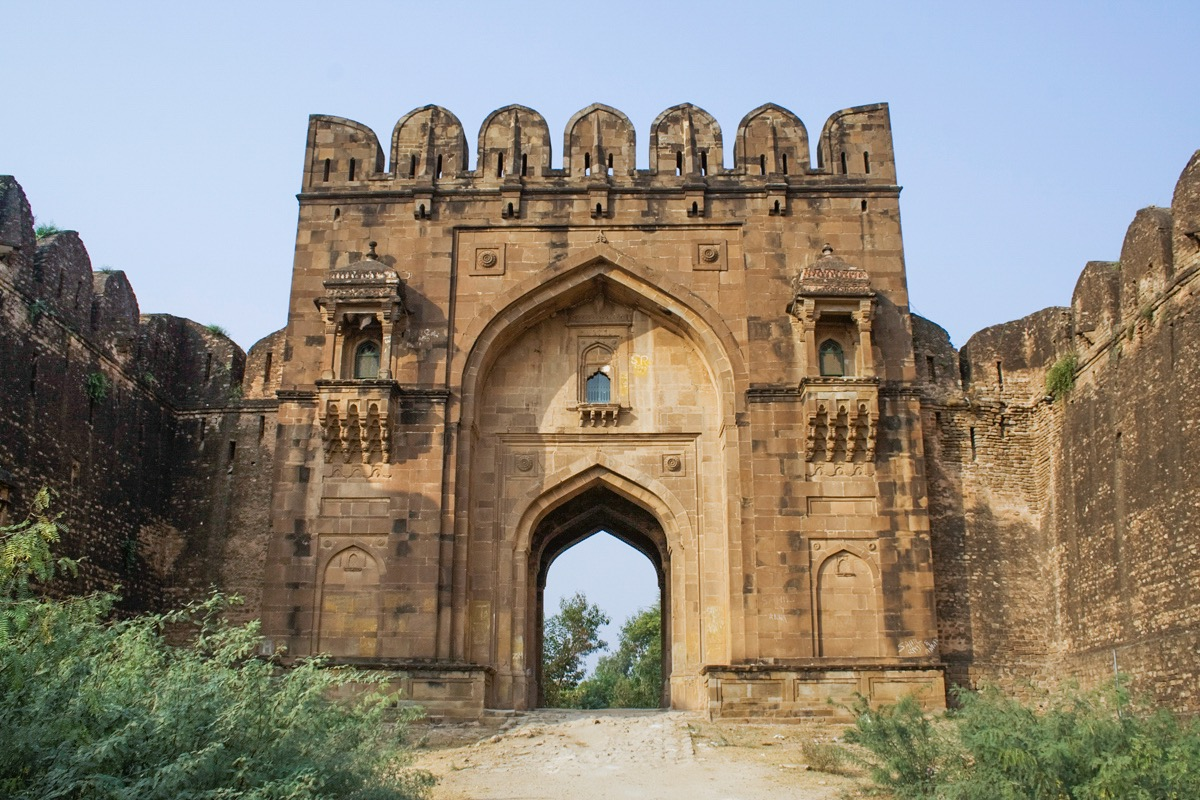
دروازه کابلی قلعه روتاس.

نحوه ساخت مساجد اولیه با تزئینات آنها را به شدت به سبک عربی هدایت می‌کرد. اولین نمونه مسجد از روزهای نخستین معماری اسلام در جنوب آسیا، مسجد محرابلوسه بان بوره از سال ۷۲۷، اولین عبادتگاه مسلمانان در جنوب آسیا است. در زمان سلطان دهلی، سبک ایرانی-سانترالازیاتیک بر تأثیرات اعراب چیره شد. مهمترین مشخصه این سبک ایوان است که از سه طرف دیواره خورده و یک سر آن کاملاً باز است. از ویژگی‌های دیگر معماری ایرانی می‌توان به نمازخانه‌های گسترده، گنبدهای گرد با موزاییک و نمونه‌های هندسی و استفاده از کاشی‌های نقاشی شده اشاره کرد. مهمترین بنای کاملاً کشف شده به سبک ایرانی مقبره شاه رکن علم (ساخته شده از ۱۳۲۰ تا ۱۳۲۴) در مولتان است.
گورستان مکلی در تاتا، که شامل مقبره‌های حاکمان، اشراف‌زادگان و مقدسین صوفیه است، بین قرن‌های ۱۴ و ۱۸ ساخته شده‌است. در این گورستان طیف گسترده‌ای از معماری، از جمله تأثیرات هندو اسلامی، ایرانی، هندو و راجپوت و گجراتی را به نمایش می‌گذارد. مقبره‌های گورستان چوکندی در نزدیکی کراچی از لحاظ سبک مشابه هستند.
از دیگر نمونه‌های آن می‌توان به دژ روهتاس که توسط شیرشاه سوری در قرن شانزدهم ساخته شده‌است، و مقبره‌های Talpur Mirs اشاره کرد.

### معماری گورکانی (قرن پانزدهم تا هجدهم میلادی)
معماری گورکانی در دوره قرون وسطایی در زمان امپراتوری گورکانی در قرن ۱۵ تا ۱۷ پدیدار شد. ساختمان‌های این سبک دارای یک الگوی ساختاری و منسجم هستند، از جمله گنبدهای بزرگ مخروطی، مناره‌های باریک در گوشه‌ها، تالارهای عظیم، دروازه‌های طاقدار بزرگ و تزئینات ظریف، که معمولاً توسط باغ‌های چهار طرف که طرحی در معماری ایرانی به شکل چهارگوش برای باغ هاست احاطه شده‌اند.
ساختمان‌ها معمولاً از ماسه سنگ قرمز و سنگ مرمر سفید ساخته می‌شوند و از کارهای تزئینی مانند پرچین‌کاری و توری‌های شباک استفاده می‌کنند.

## معماری استعمار انگلیس

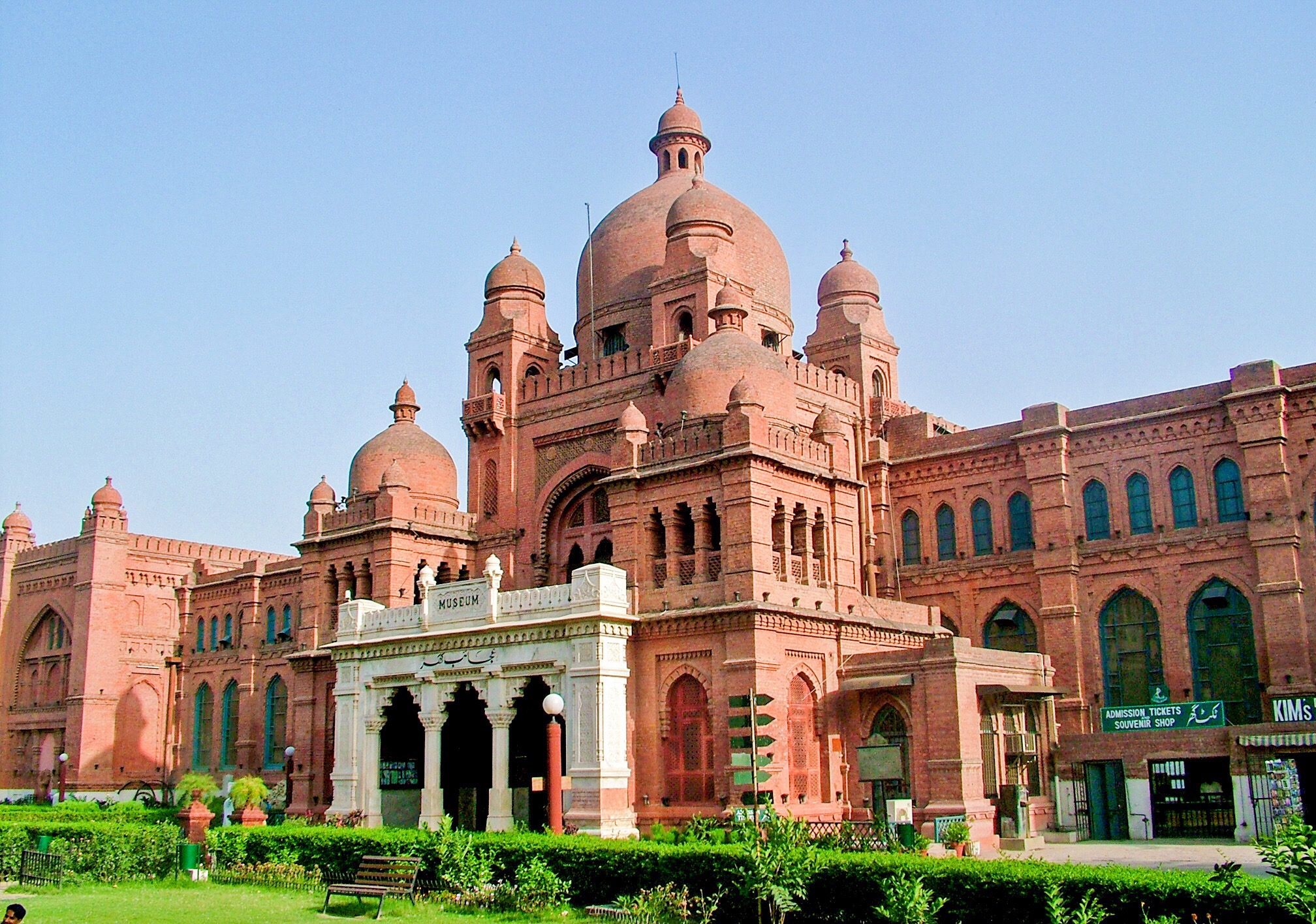
ساختمان کنونی موزه لاهور توسط سر گانگا رام طراحی و در سال ۱۸۹۴ تکمیل شد.

در دوران راج بریتانیا، سبک‌های معماری اروپایی مانند باروک، گوتیک و نئوکلاسیک بیشتر غالب شد. تالار فریر، کلیسای جامع سنت پاتریک و برج ساعت Mereweather در کراچی و تالار نئوکلاسیک مونتگومری در لاهور چند نمونه از این موارد هستند.
در این دوره سبک جدیدی از معماری موسوم به سبک احیای هندو-ساراسنیک، که از ترکیبی از مولفه‌های اروپایی و هندو اسلامی بود ایجاد شد. از جمله آثار برجسته این دوره می‌توان به کاخ موهاتا، ساختمان متروپولیتن کراچی، دانشگاه کالج اسلامیا در پیشاور و در لاهور به موزه لاهور و دانشگاه پنجاب و همچنین دانشگاه پزشکی کینگ ادوارد اشاره کرد.

## پسااستقلال
پس از استقلال، معماری پاکستان ترکیبی از سبک‌های تاریخی اسلامی و مدرن است. ساختمانهایی با اهمیت فوق‌العاده مانند مینار پاکستان در لاهور یا مقبره ای که با سنگ مرمر سفید موسوم به مزار قائد برای بنیانگذار دولت تأسیس شده‌است از این نمونه هستند.

## نگارخانه

### گورکان

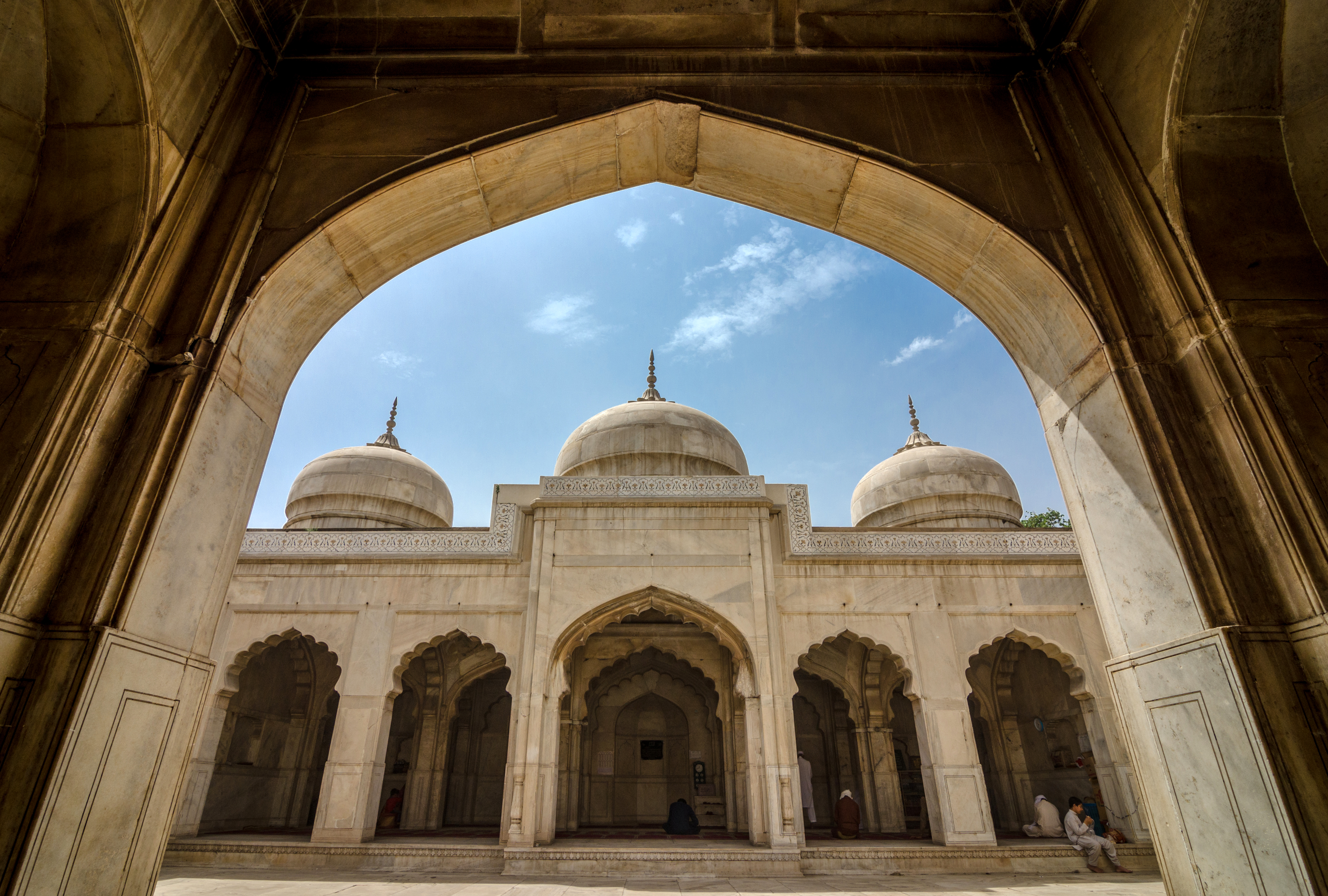
Moti Masjid واقع در قلعه لاهور
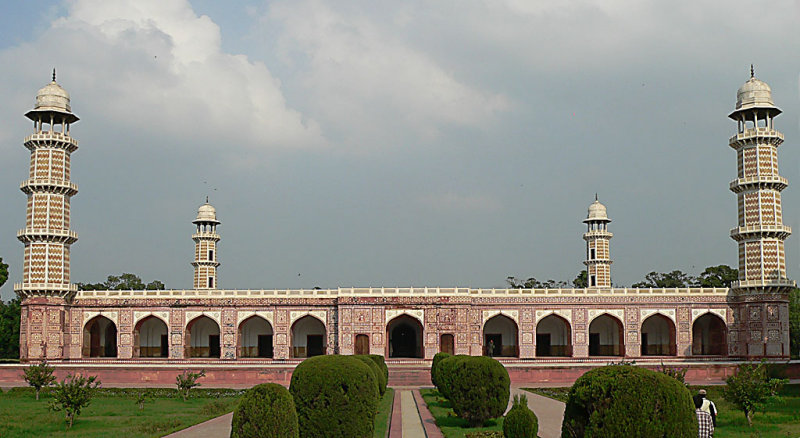
آرامگاه جهانگیر
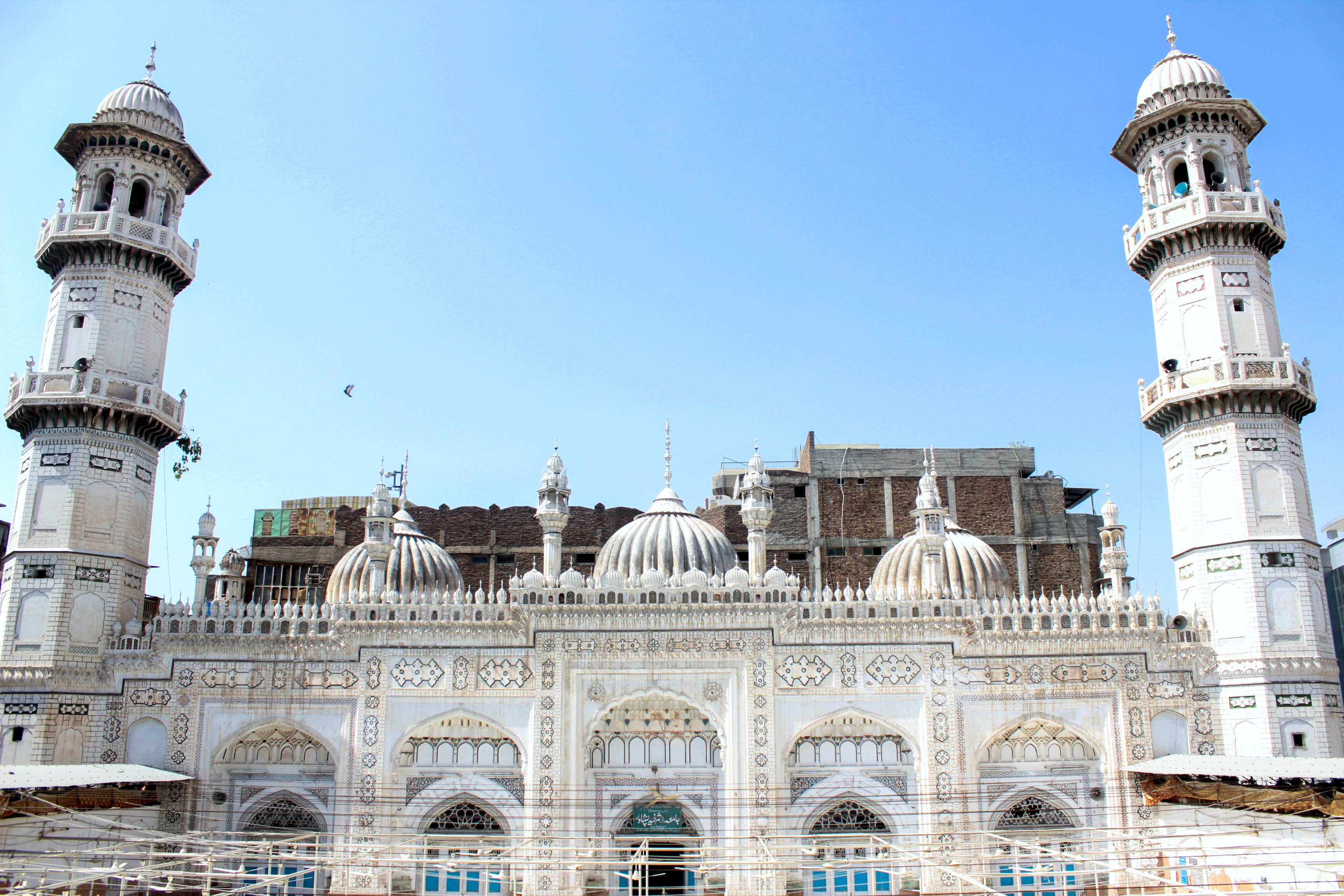
مسجد مهابات خان ، پیشاور
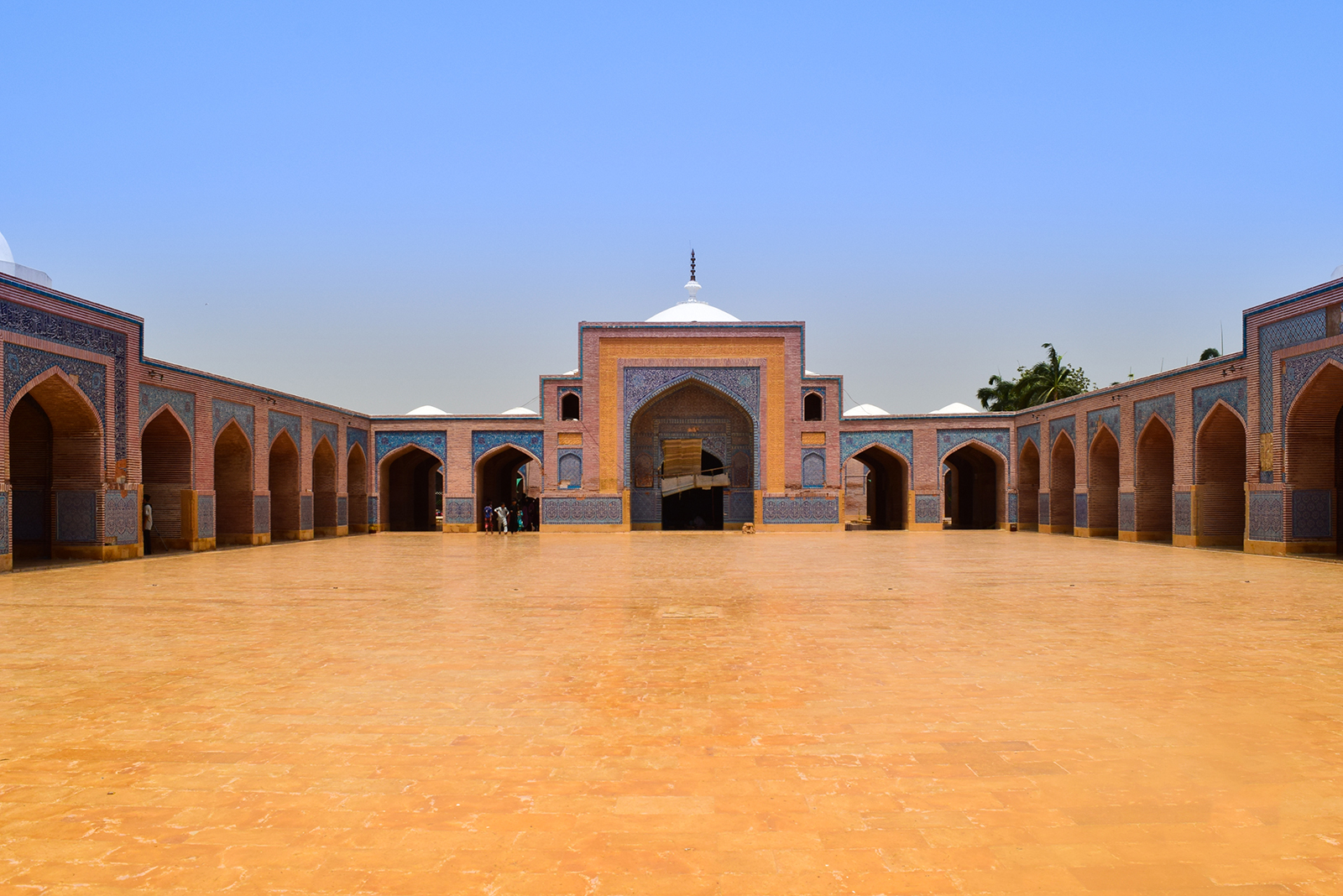
مسجد شاه جهان در تاتا
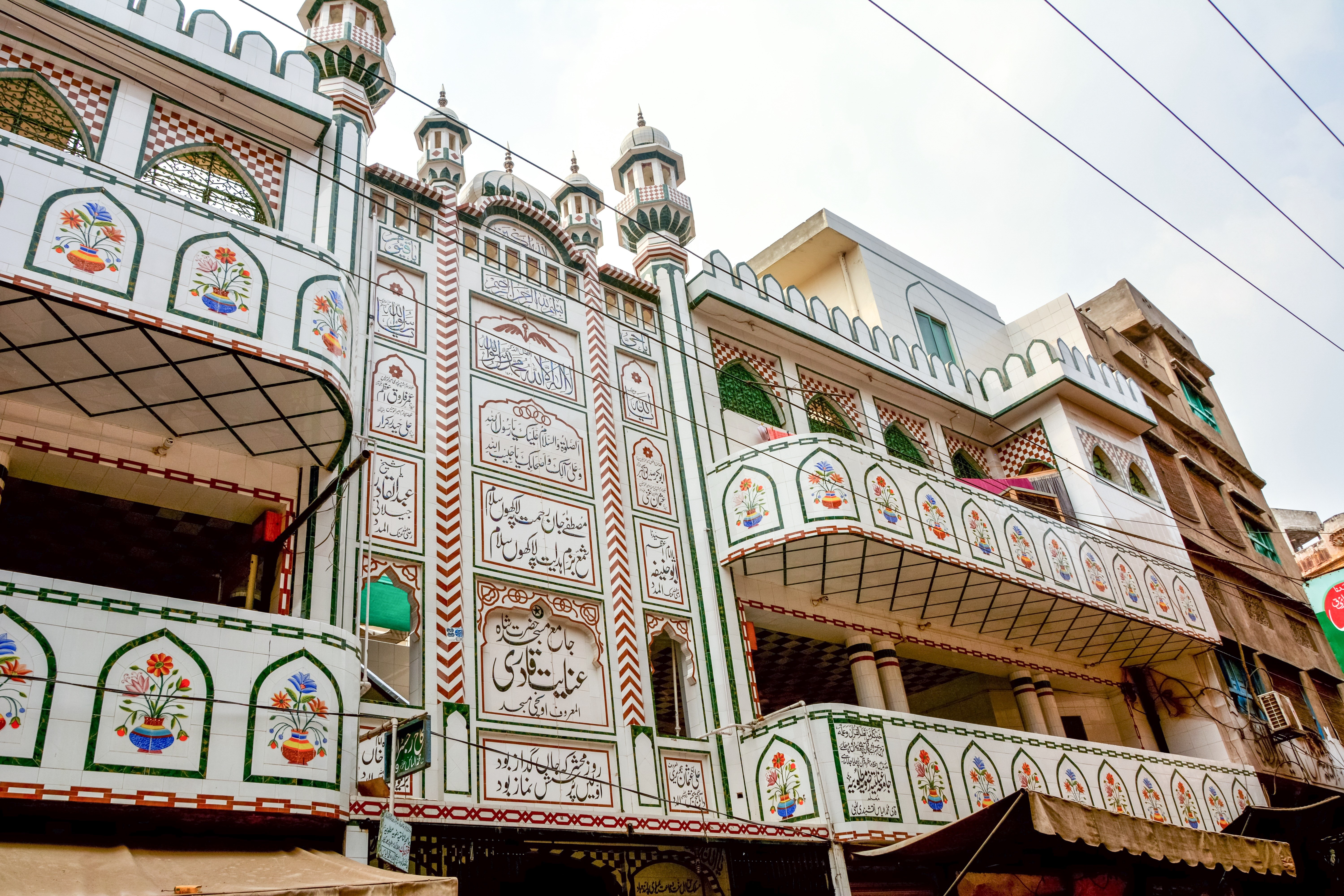
مسجد اونچی در لاهور
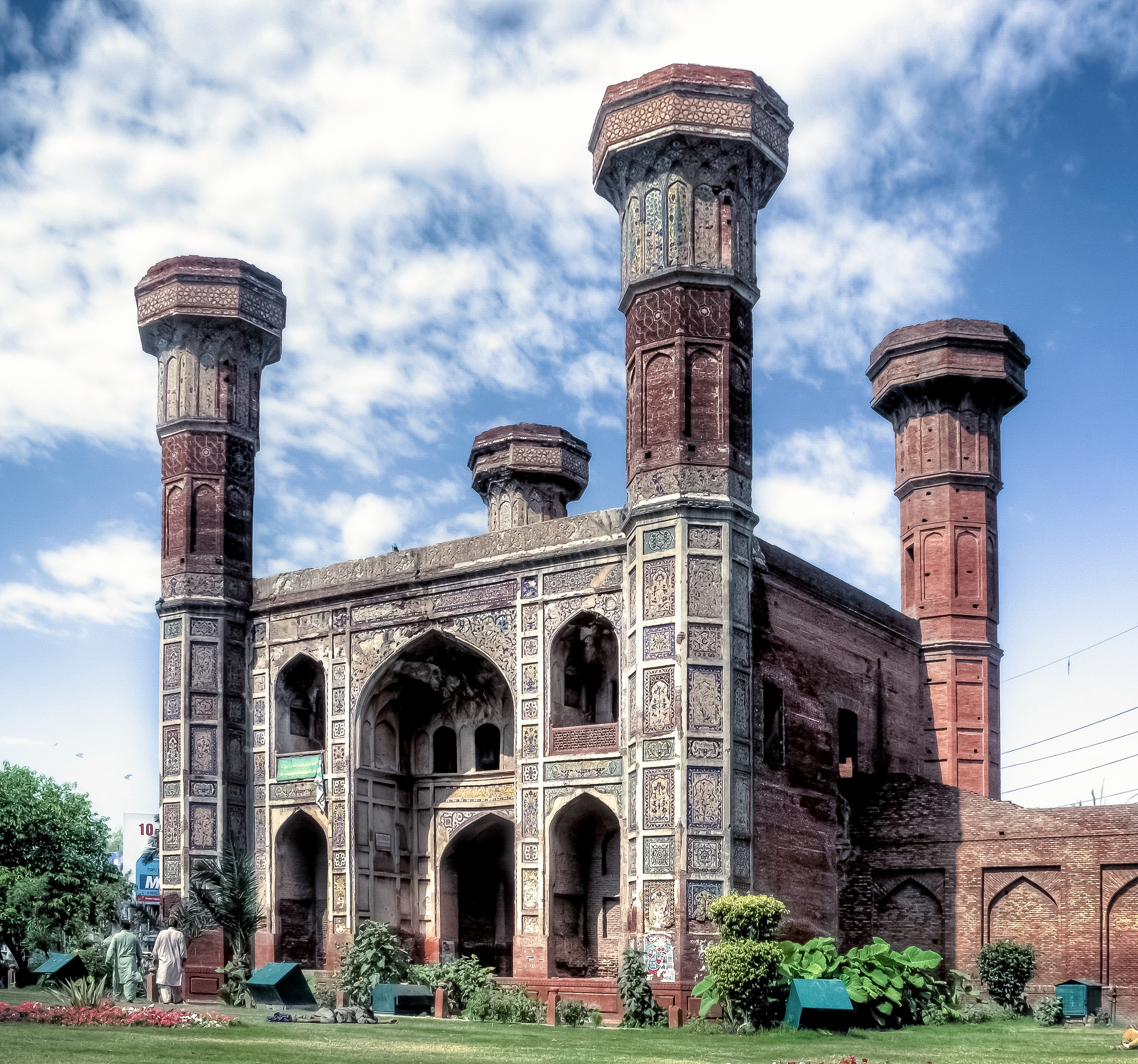
بنای یادبود دوران مغول - Chauburji در لاهور

### هندی-ساراچی

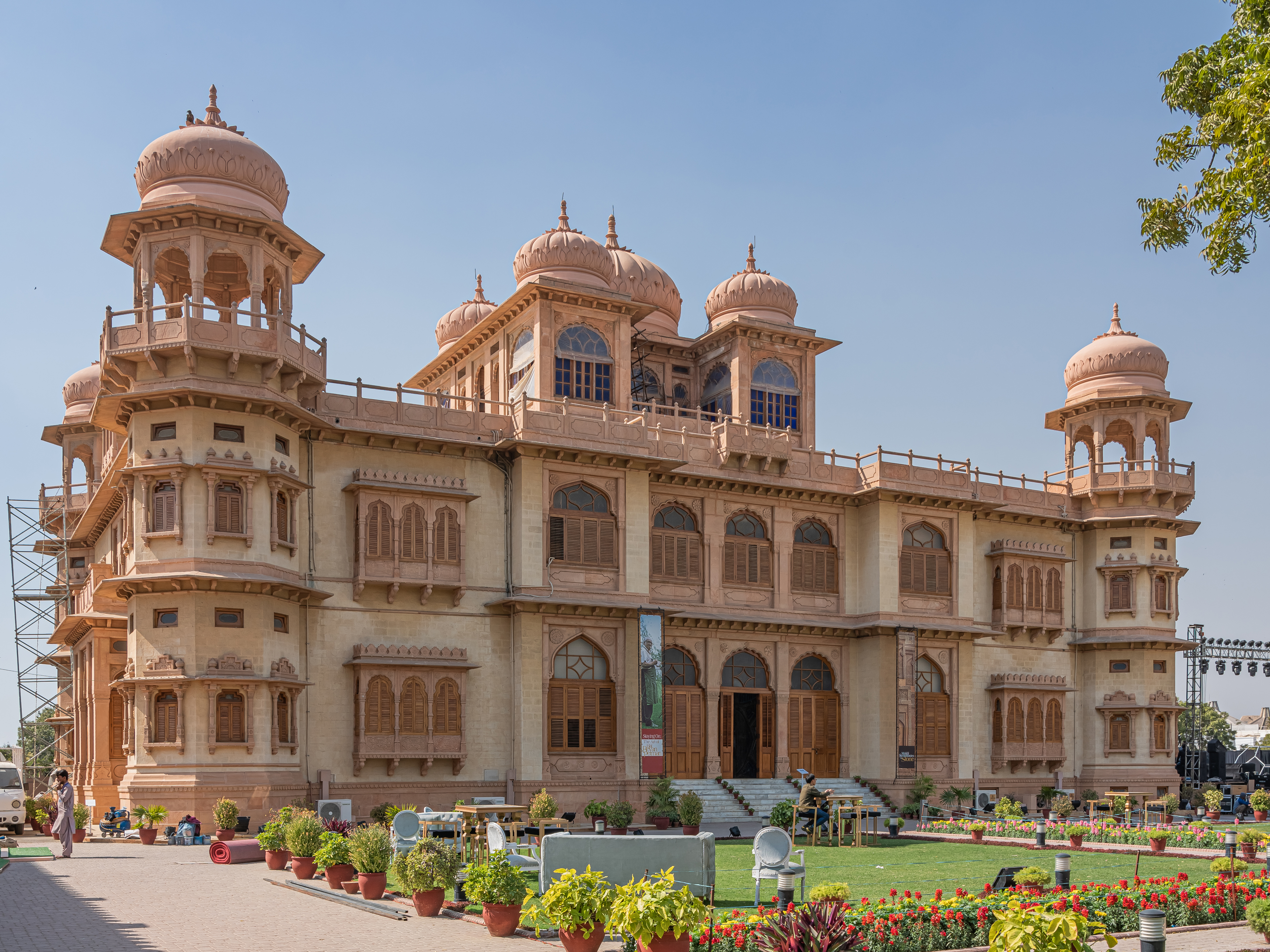
کاخ موهاتا در کراچی
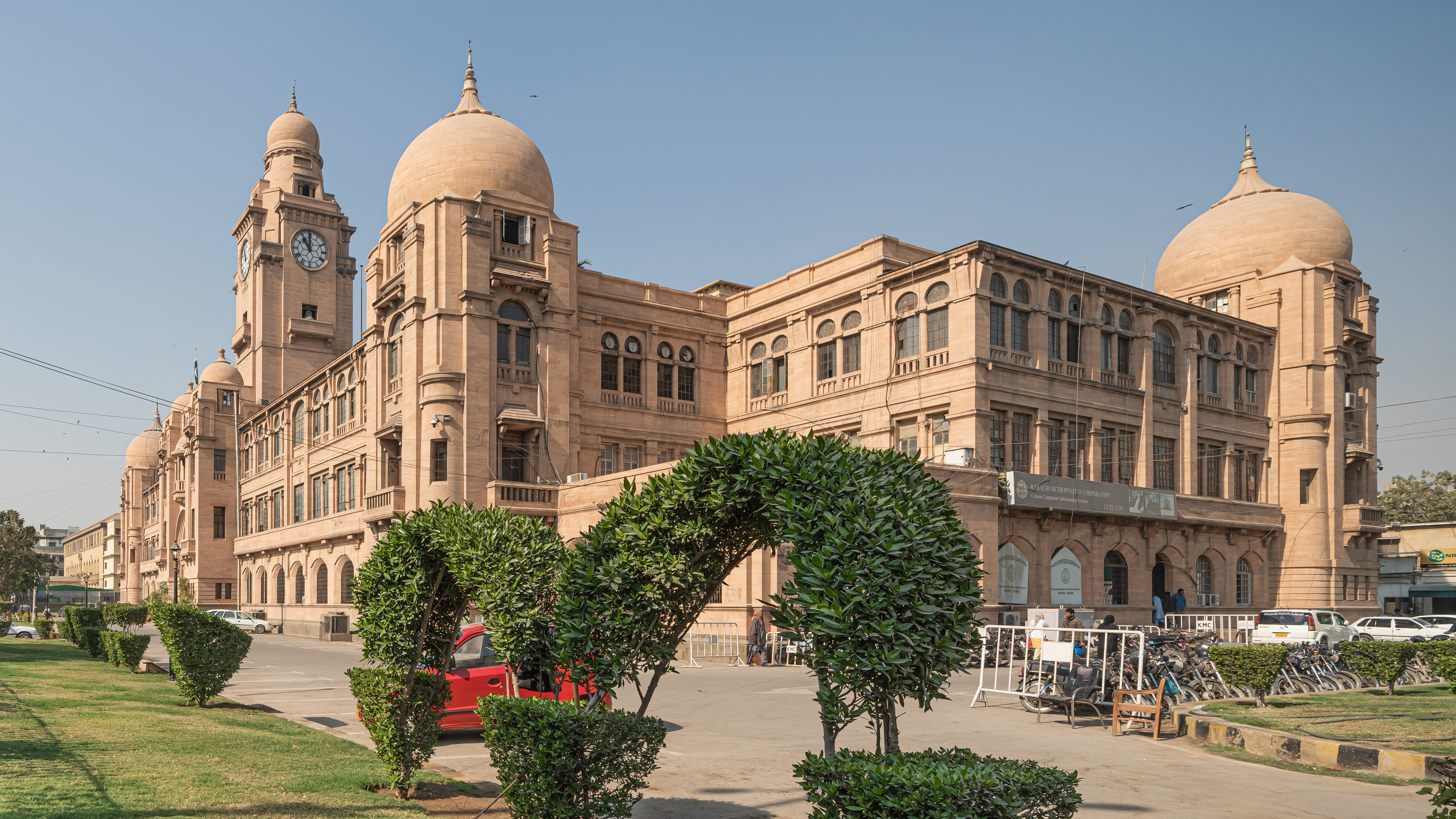
ساختمان شرکت متروپولیتن کراچی ، کراچی
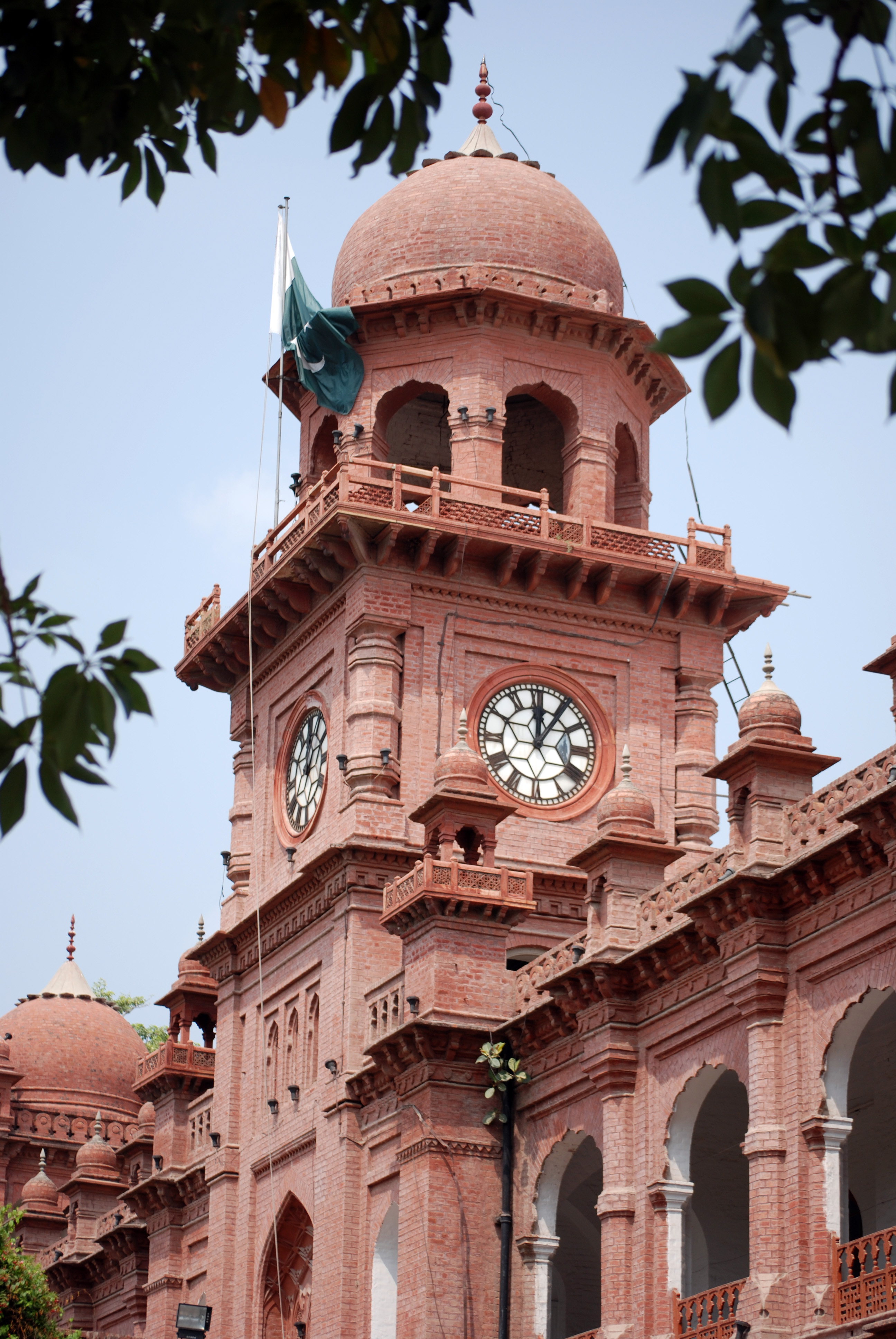
دانشگاه پنجاب ، لاهور
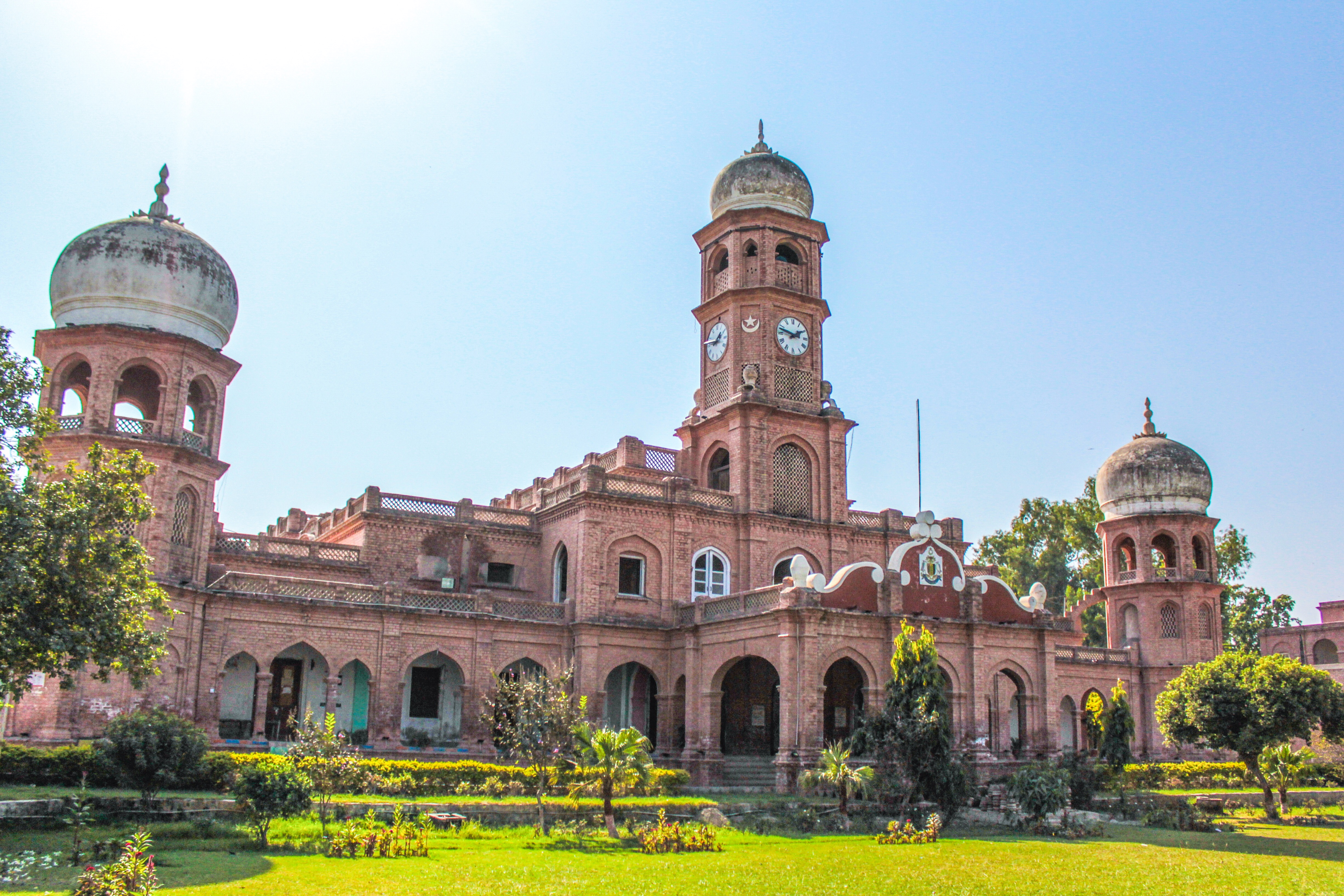
دبیرستان صدیق دان ، باهالپور
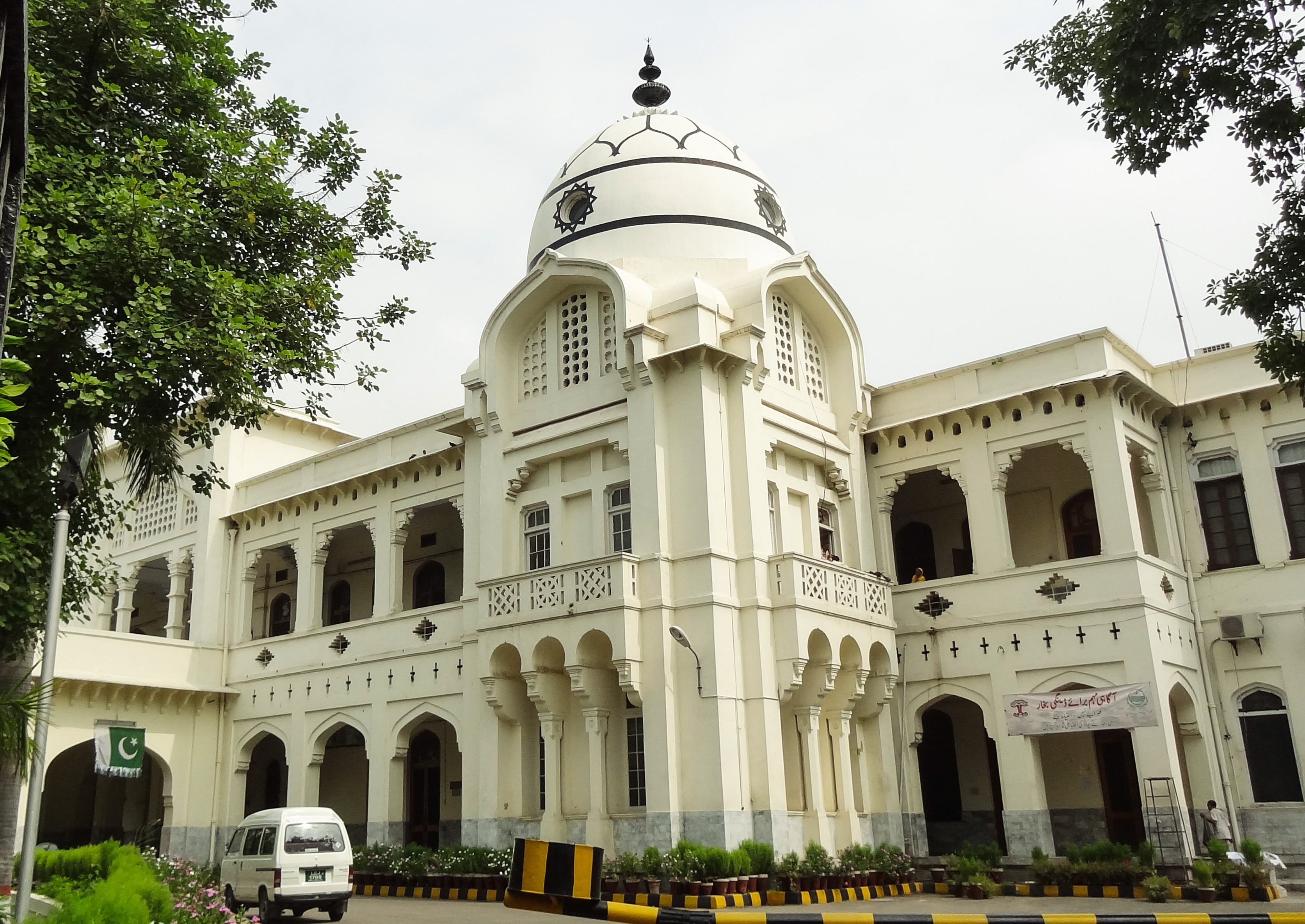
بلوک پاتیالا از دانشگاه پزشکی کینگ ادوارد ، لاهور
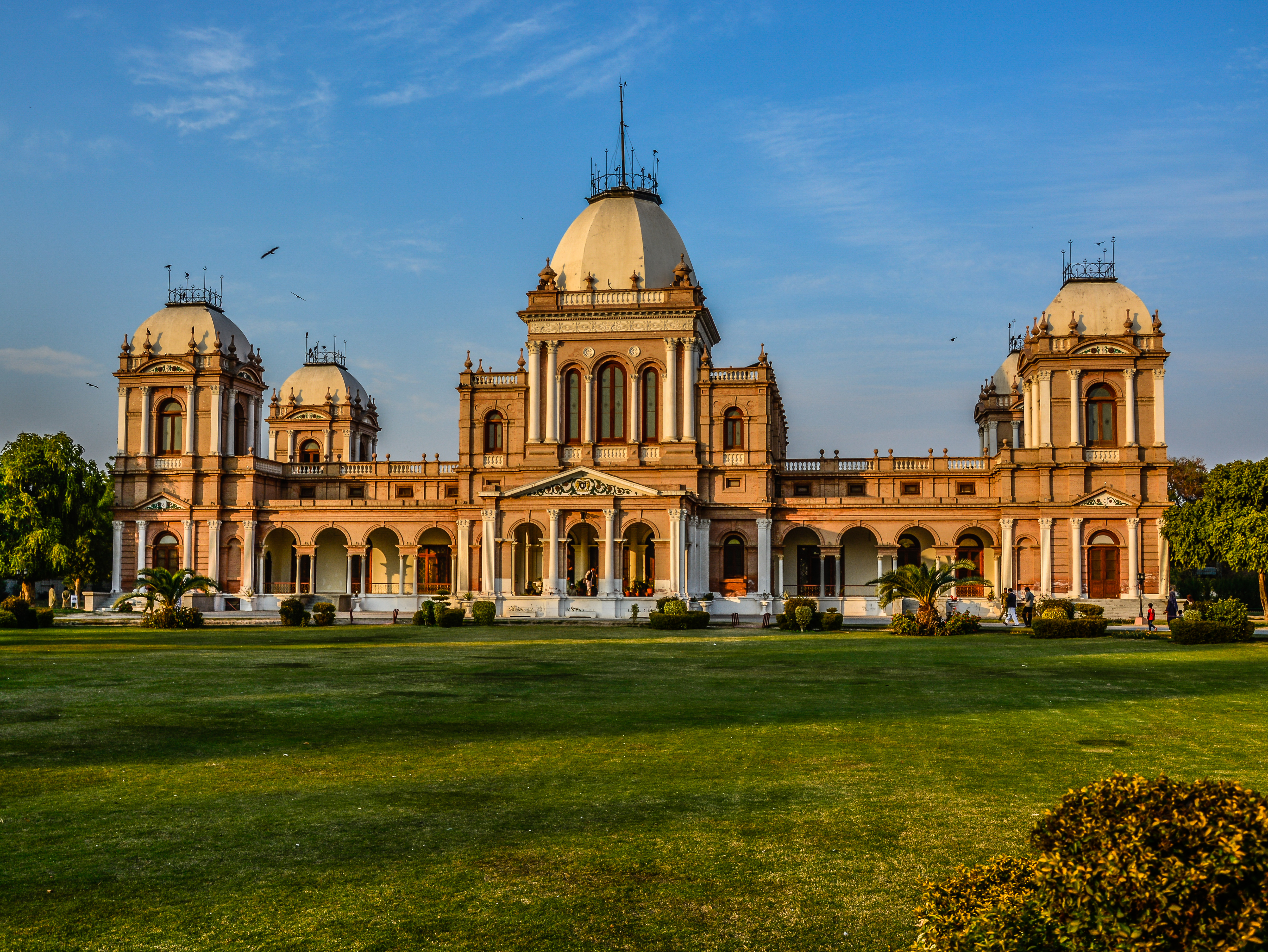
نور محل ، باهالپور
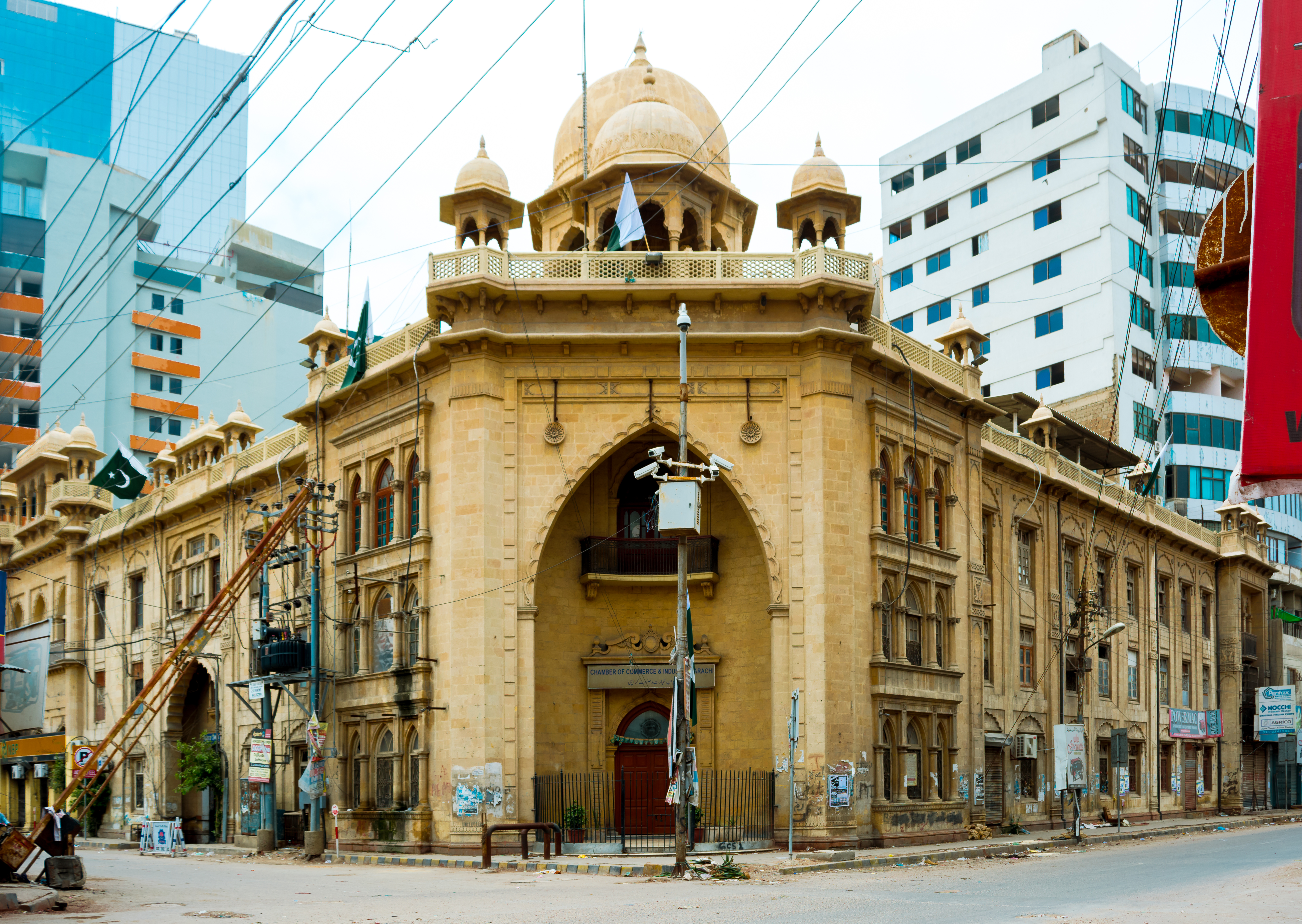
ساختمان اتاق بازرگانی کراچی
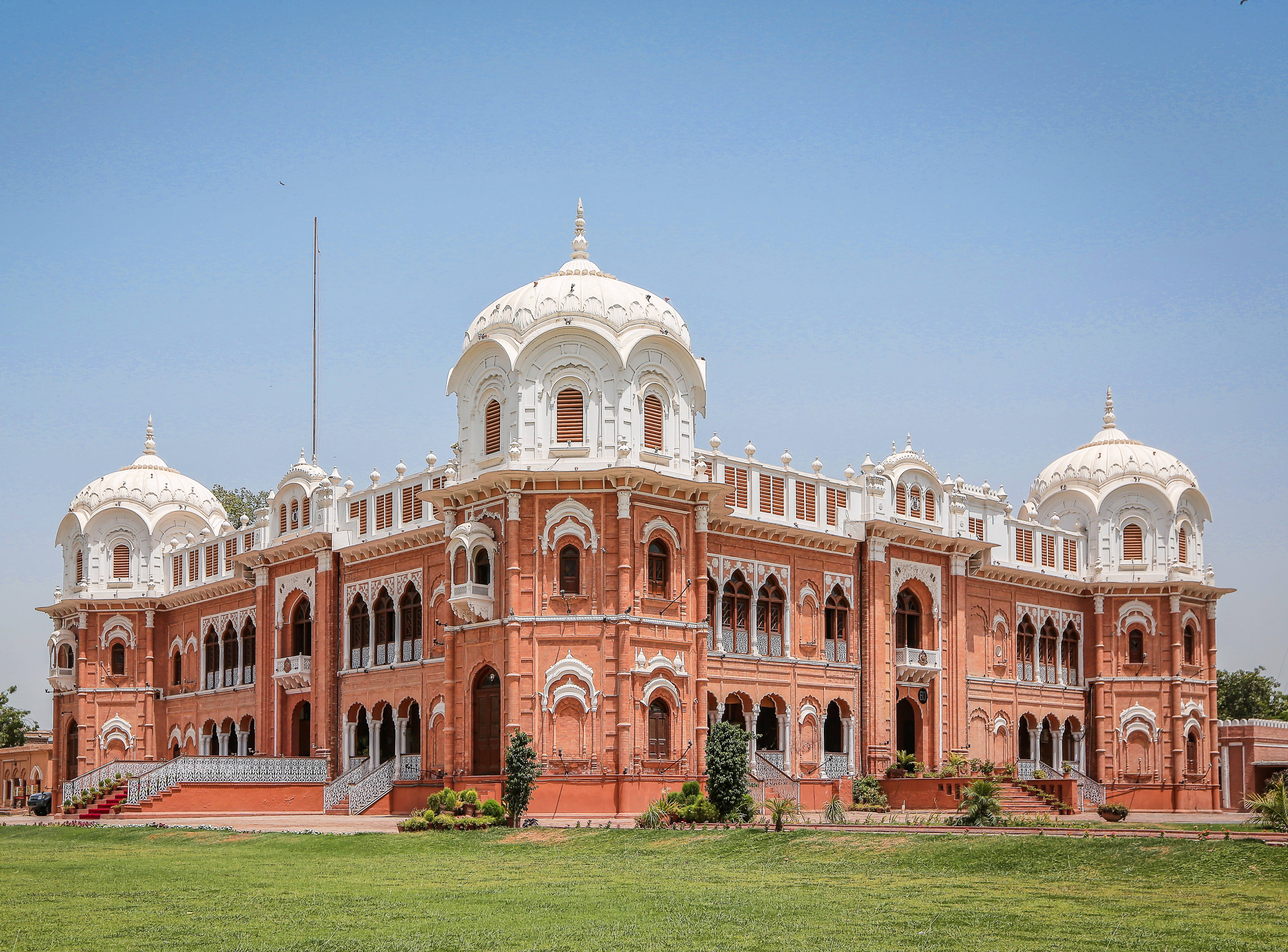
دربر محل ، باهوالپور
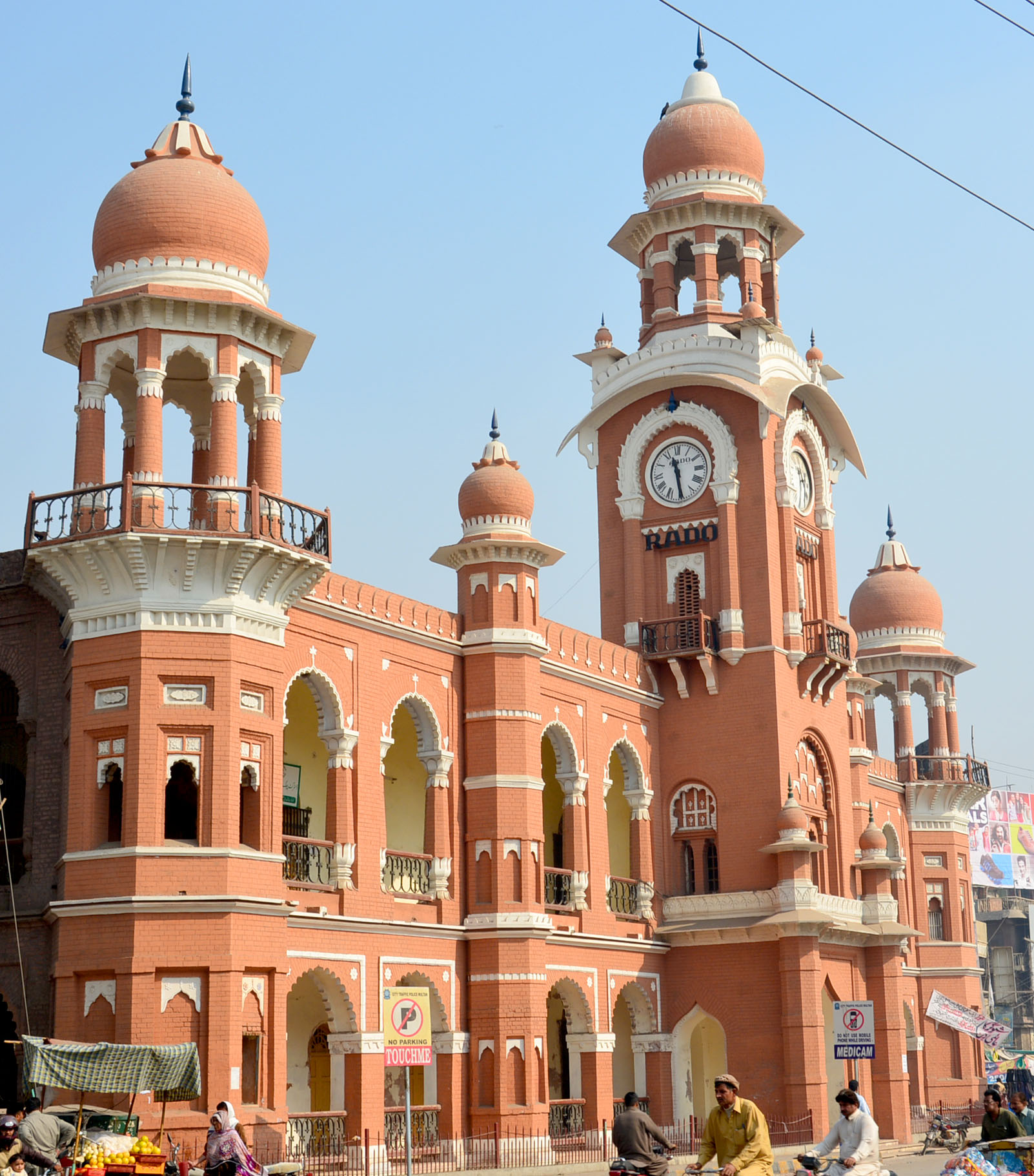
برج ساعت مولتان ، مولتان
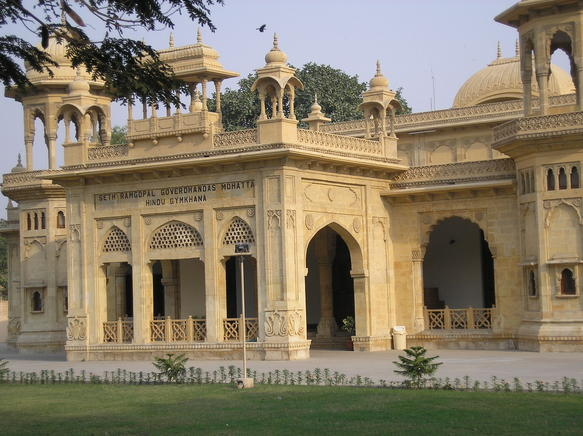
آکادمی ملی هنرهای نمایشی ، کراچی
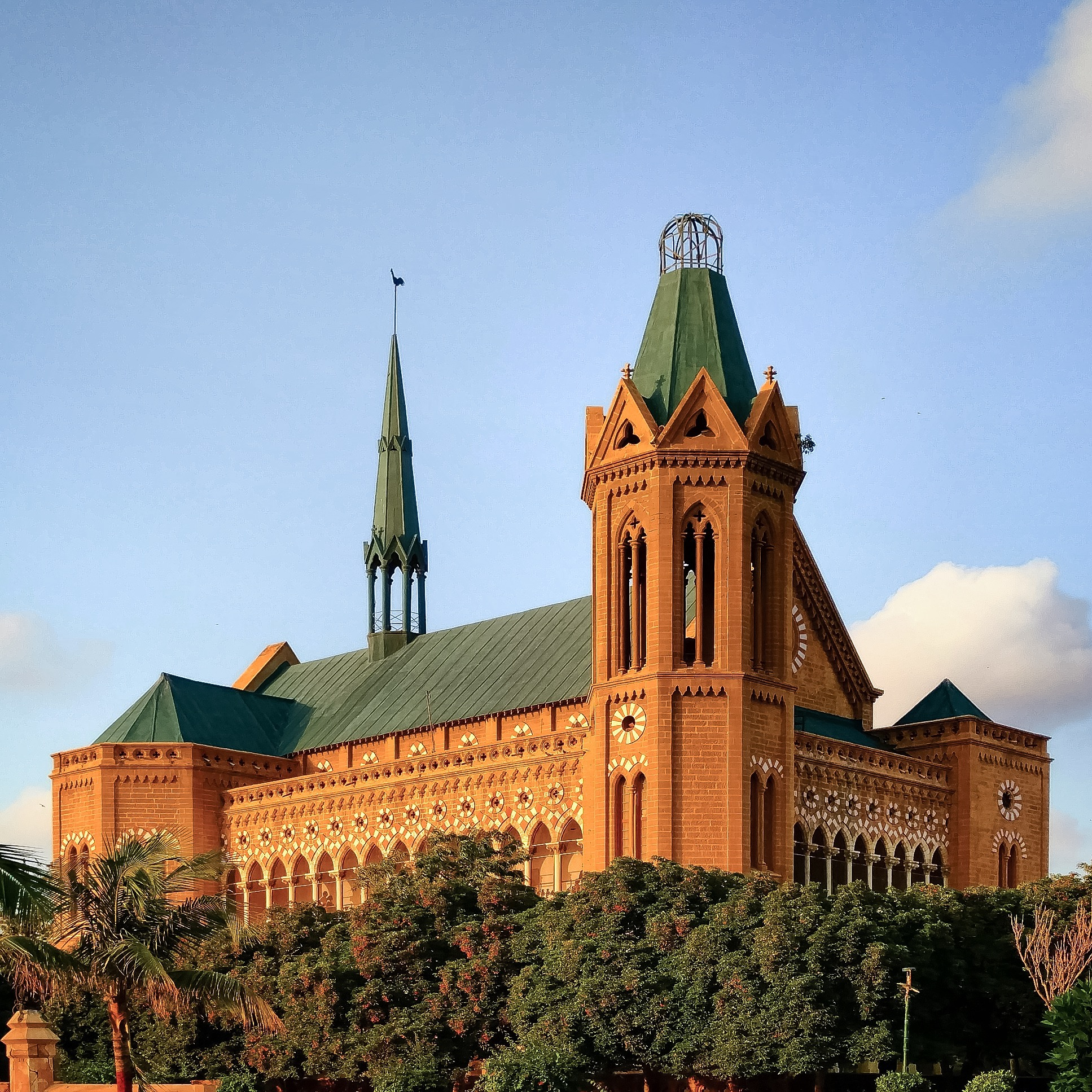
سالن فریر ، کراچی

### پس از استقلال

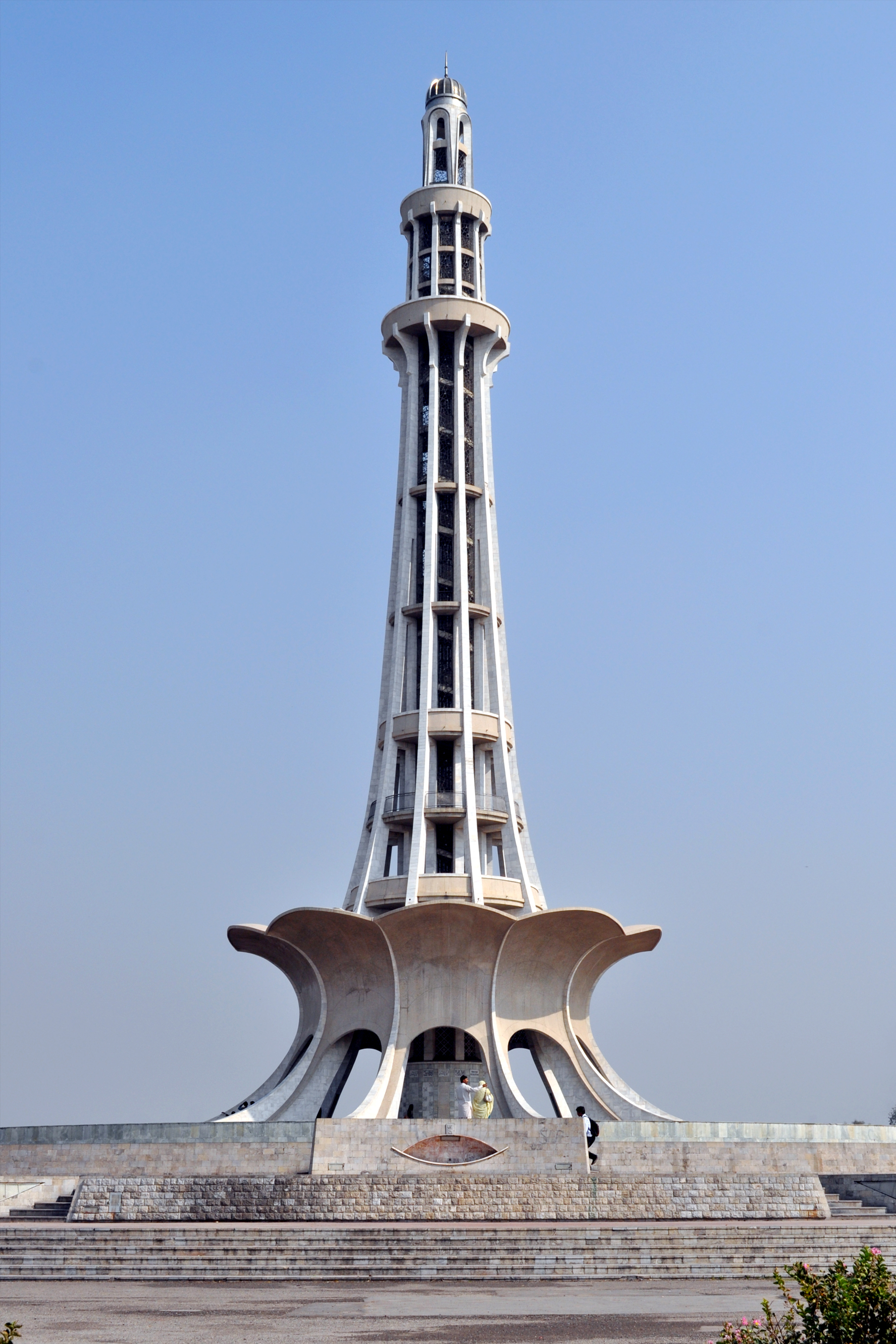
منار پاکستان در لاهور
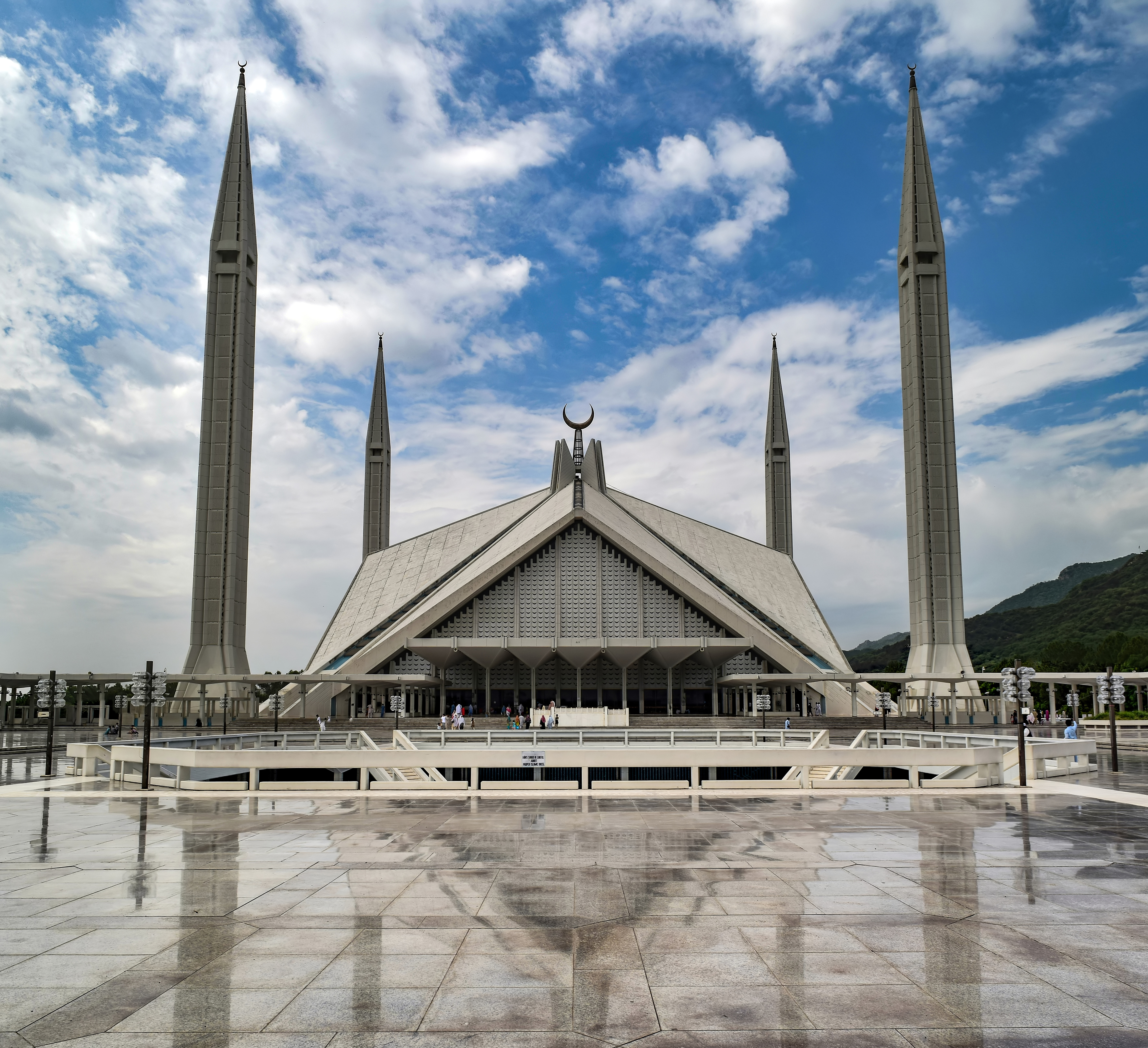
مسجد فیصل در اسلام آباد
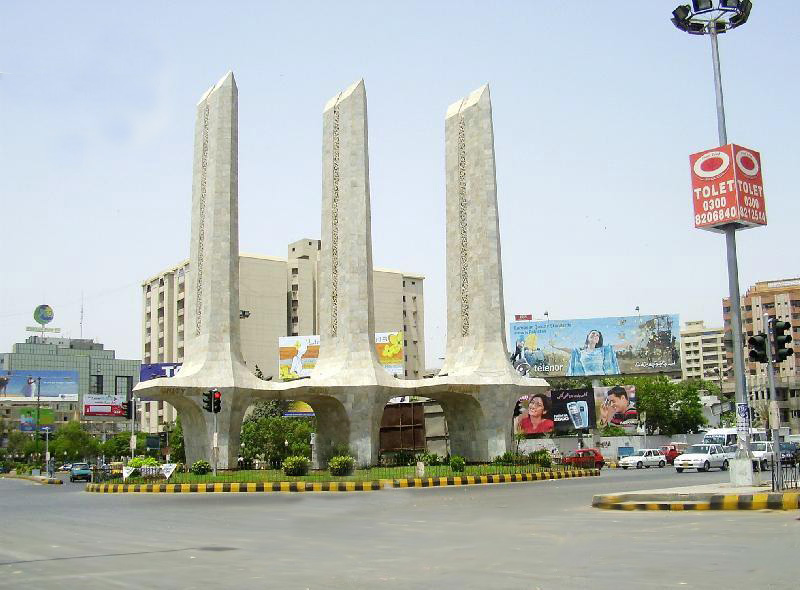
نوجوان تالوار ، کراچی
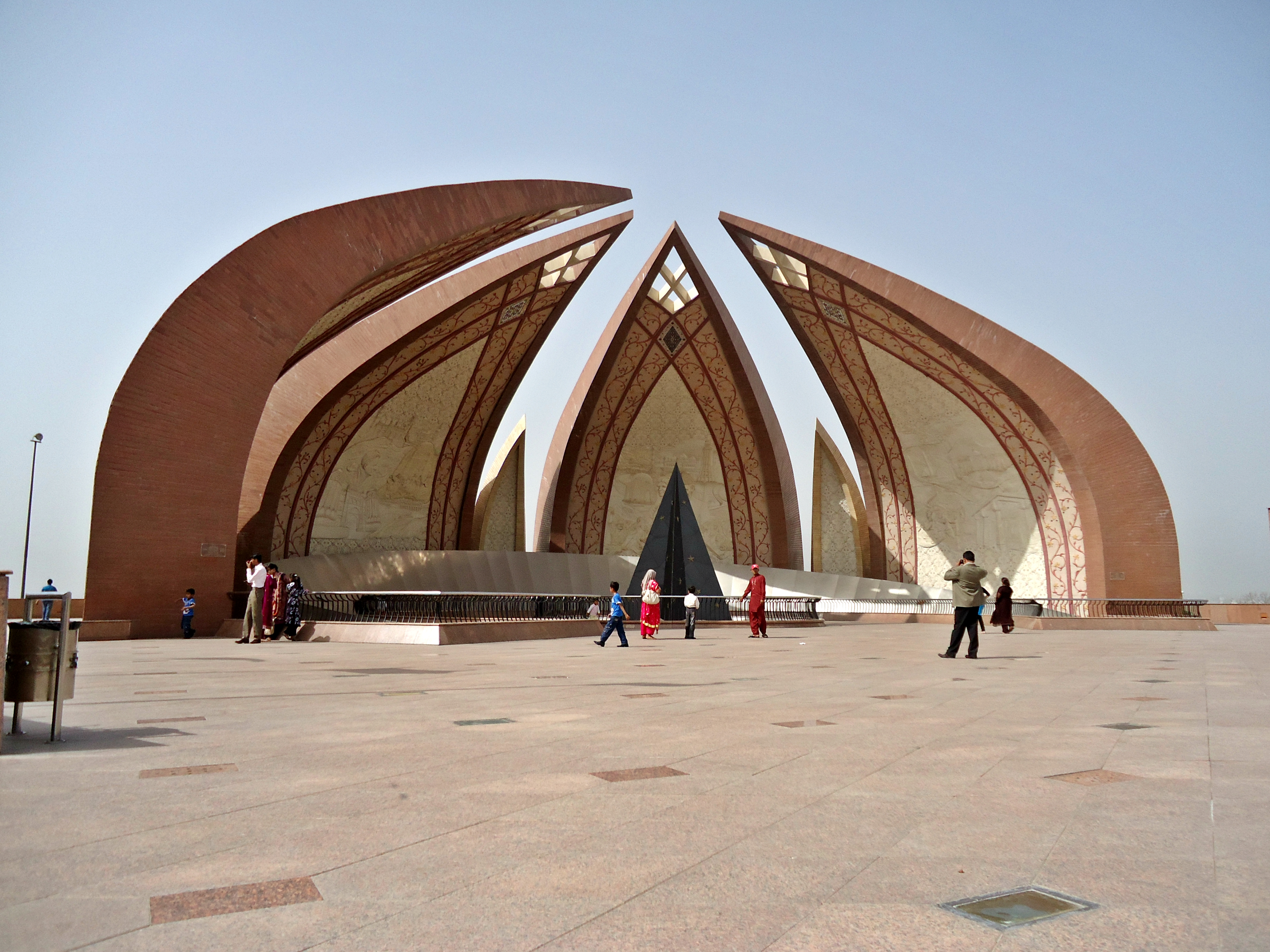
بنای یادبود پاکستان ، اسلام آباد

## میراث جهانی
در حال حاضر شش مکان در پاکستان در فهرست میراث جهانی یونسکو وجود دارد:
- خرابه‌های باستان‌شناسی در موهن‌جو دارو
- خرابه‌های بودایی در تخت باهی و شهرهای همسایه که در سری بهلول باقی مانده‌است
- قلعه لاهور و باغ شالیمار
- بناهای تاریخی تاتا
- دژ روهتاس
- تاکسیلا